# Xanten
Xanten je grad u njemačkoj saveznoj pokrajini Sjeverna Rajna-Vestfalija, koji administrativno pripada kotaru Wesel, a koji je poznat po bogatoj povijesti i životnom standardu svojih stanovnika.

## Vanjske poveznice
- Xanten Home Page  Arhivirana inačica izvorne stranice od 27. prosinca 2010. (Wayback Machine)
- Virtual City Hall (German)
- Virtual Tour of Xanten City Centre  Arhivirana inačica izvorne stranice od 18. srpnja 2011. (Wayback Machine)
- Archaeological Park
- Leisure Center Xanten
- Livius.org: Colonia Ulpia Traiana (Xanten)  Arhivirana inačica izvorne stranice od 23. siječnja 2012. (Wayback Machine)